# Valea Ciorii
Valea Ciorii – wieś w Rumunii, w okręgu Jałomica, w gminie Valea Ciorii. W 2011 roku liczyła 1101 mieszkańców.